# 기세봉
기세봉(1960년 2월 1일 ~)은 OB 베어스의 전 야구 선수다. 충암고등학교를 졸업했다. KBO 리그 사상 최초로 통산 평균자책점 0.00으로 은퇴한 선수이기도 하다.

## 등번호
- 47 (1984)
- 18 (1985 ~ 1986)

## 같이 보기
- 1986년 OB 베어스 시즌